# 提格濟爾特區

36°53′25.6″N 4°7′37″E / 36.890444°N 4.12694°E
提格濟爾特區（阿拉伯语：‎），是阿爾及利亞的行政區，位於該國北部，由提濟烏祖省負責管轄，首府設於提格濟爾特，面積64平方公里，2008年人口35,742，人口密度每平方公里215人。